# Stephanie Courtney
Stephanie Courtney (* 8. Februar 1970 in Stony Point, New York) ist eine US-amerikanische Schauspielerin und Komikerin. Außerdem arbeitet sie auch als Synchronsprecherin.

## Leben
Courtney wurde als jüngstes von drei Kindern als Tochter eines Geschichtslehrers und einer Sängerin geboren. 1992 schloss sie ihr Studium an der Binghamton University mit einem Abschluss im Fach Englisch ab. Die Schauspielerin Jennifer Courtney ist eine ihrer älteren Geschwister.
Bekanntheit erlangte Courtney ab 2008 durch ihre Darstellung der Werbefigur Flo des US-amerikanischen Versicherungskonzerns Progressive Corporation in Fernseh- und Radiowerbung. Bekannt ist sie außerdem für ihre wiederkehrenden Rollen in mehreren Fernsehserien und als Synchronsprecherin in Animations- und Zeichentrickserien. Ihr Schwerpunkt liegt im Bereich der Komödien.
Courtney war Mitglied von The Groundlings, einem Improvisations- und Sketch-Comedy-Theater in Los Angeles.

## Filmografie
- 1998: Mr. Show with Bob and David (Fernsehserie, Episode 4x07)
- 1998: Sweet Bird of You (Kurzfilm)
- 1999: Neutrino (Fernsehserie)
- 2001: Angel – Jäger der Finsternis (Angel) (Fernsehserie, Episode 3x10)
- 2002: Alle lieben Raymond (Everybody Loves Raymond) (Fernsehserie, Episode 6x15)
- 2003: Melvin Goes to Dinner
- 2003: The Man Show (Fernsehserie, Episode 5x01)
- 2003: Sketch Pad (Fernsehserie, Episode 2x02)
- 2004: Significant Others (Fernsehserie, Episode 1x05)
- 2004: Faking the Video (Fernsehserie, Episode 1x06)
- 2004: Without a Trace – Spurlos verschwunden (Without a Trace) (Fernsehserie, Episode 3x05)
- 2004–2006: Tom Goes to the Mayor (Fernsehserie, 27 Episoden)
- 2005: Broadcast 23 (Kurzfilm)
- 2005: Emergency Room – Die Notaufnahme (Fernsehserie, Episode 11x14)
- 2005: Jane Says: Us (Kurzfilm)
- 2005: The Comeback (Fernsehserie, 2 Episoden)
- 2006: Dating Alex (Fernsehserie, Episode 1x06)
- 2006: Lovespring International (Fernsehserie, Episode 1x03)
- 2006: Es lebe Hollywood (For Your Consideration)
- 2006: Re-Animated (Fernsehfilm)
- 2007: Die Eisprinzen (Blades of Glory)
- 2007: Derek and Simon: The Show (Fernsehserie, Episode 1x12)
- 2007: Die Solomon Brüder The Brothers Solomon
- 2007: Nach 7 Tagen – Ausgeflittert (The Heartbreak Kid)
- 2007: Mad Men (Fernsehserie, 5 Episoden)
- 2007–2008: Cavemen (Fernsehserie, 3 Episoden)
- 2008: Tim and Eric Awesome Show, Great Job! (Fernsehserie, Episode 2x06)
- 2008: Kath & Kim (Fernsehserie, Episode 1x04)
- 2008: Face to Bush (Mini-Fernsehserie)
- 2008: Back on Topps (Fernsehserie)
- 2009: Atom TV (Fernsehserie, 2 Episoden)
- 2009: Taras Welten United States of Tara (Fernsehserie, Episode 1x02)
- 2009: Coco Lipshitz: Behind the Laughter (Kurzfilm)
- 2010: The Jay Leno Show (Fernsehserie, Episode 1x75)
- 2010: Sons of Tucson (Fernsehserie, Episode 1x02)
- 2010: Fred – Der Film (Fred: The Movie)
- 2010: Dr. House (Fernsehserie, Episode 7x02)
- 2010: Men of a Certain Age (Fernsehserie, Episode 2x01)
- 2011: Fred 2: Night of the Living Fred
- 2012: Fred: The Show (Fernsehserie, 4 Episoden)
- 2014: 2 Broke Girls (Fernsehserie, Episode 3x21)
- 2014: You’re the Worst (Fernsehserie, 3 Episoden)
- 2015: Mike Tyson Mysteries (Fernsehserie, Episode 1x10)
- 2015: W/ Bob and David (Fernsehserie, Episode 1x03)
- 2015: In-Between (Fernsehserie, Episode 1x01)
- 2016: Major Crimes (Fernsehserie, Episode 5x08)
- 2016: Con Man (Fernsehserie, Episode 2x06)
- 2017: Girlfriend’s Day
- 2017–2018: Nobodies (Fernsehserie, 3 Episoden)
- 2018: Blaze und die Monster-Maschinen (Blaze and the Monster Machines) (Fernsehserie, Episode 4x02)
- seit 2018: Die Goldbergs (The Goldbergs) (Fernsehserie, 10 Episoden)
- 2019: Baby Love (Fernsehserie, Pilot)